# Роньони, Луиджи
Луи́джи Роньо́ни (итал. Luigi Rognoni; 27 августа 1913 — 25 июня 1986) — итальянский музыковед, музыкальный критик, педагог и режиссёр. Известен как крупнейший итальянский специалист XX века по додекафонии.

## Биография
Родился в 1913 году в Милане. Получил философское образование. Музыкой занимался под началом Альфредо Казеллы. Начинал свой творческий путь как кинематографист, основав в 1935 году «Итальянскую кинотеку». Принимал непосредственное участие в создании Центра музыкальной фонологии в Милане. Как театральный режиссёр известен постановками опер Шёнберга, Шабрие, Массне, Вольфа. В военные годы тесно общался со своим студентом, композитором Камилло Тоньи, с которым щедро делился партитурами нововенцев, одним из редких обладателей которых он был в Италии в те годы. В послевоенные годы выдвинулся в число ведущих итальянских апологетов додекафонии. Автор первой итальянской монографии о нововенской школе («Экспрессионизм и додекафония», Турин, 1954; переиздана там же в 1966 году в расширенном виде под названием «Нововенская школа»). В своих исследованиях придерживался той точки зрения, что задававшая тон в европейском искусстве того времени парижская эстетика предвоенных лет привела к порождению стерильных музыкальных построений, что достигло апогея в позднем романтизме и импрессионизме и обозначило отрицание в музыке какого-либо человеческого содержания; в этом контексте он смотрит на нововенцев как на композиторов, обративших эту разрушительную тенденцию вспять. В 1953 года Роньони снял документальный фильм «Чудо Вечери — История шедевра Леонардо да Винчи», музыку к которому написал Луиджи Даллапиккола. С 1957 года возглавлял кафедру истории музыки в Университете Палермо, в 1971 перешёл в Болонский университет, где проработал до 1983 года. Автор предисловий к итальянским изданиям сборника эссе Шёнберга «Стиль и идея», «Философии новой музыки» Адорно, «Руководству по додекафонии» Герберта Аймерта, к монографии Массимо Венути о музыкальном театре Даллапикколы, а также к другим важнейшим публикациям тех лет о додекафонии. Опубликована переписка Роньони с Казеллой (1934—1946).

## Избранные сочинения
- Экспрессионизм и додекафония (Espressionismo e dodecafonia, 1954); 2-е дополненное издание: Нововенская школа (La scuola musicale di Vienna, 1966). Передено на английский.
- Феноменология радикальной музыки (Fenomenologia della musica radicale, 1966; 2-е изд. 1974).
- Джоаккино Россини (Gioacchino Rossini, 1968).
- Переписка Луиджи Роньони и Альфредо Казеллы (1934—1946). Тексты Роньони о Казелле (1935—1958). Luigi Rognoni e Alfredo Casella. Il carteggio (1934-1946) e gli scritti di Rognoni su Casella (1935-1958). Libreria musicale italiana, 2005.